# Volucrispora ornithomorpha
Volucrispora ornithomorpha är en svampart som först beskrevs av Alessandro Trotter, och fick sitt nu gällande namn av Haskins 1958. Volucrispora ornithomorpha ingår i släktet Volucrispora, divisionen sporsäcksvampar och riket svampar.   Inga underarter finns listade i Catalogue of Life.